# Лангстон Хол
Лангстон Ејвери Хол (енгл. Langston Avery Hall; Атланта, 1. новембар 1991) амерички је кошаркаш. Игра на позицији плејмејкера.

## Каријера
Хол је студирао и играо кошарку на Универзитету Мерсер након чега није одабран на НБА драфту 2014. године. Прву професионалну сезону је одиграо у италијанској Пистоји. Наредну сезону је такође почео у Италији, наступајући за Канту, али је у децембру 2015. променио средину и прешао у немачки Телеком Бон до краја сезоне.
За сезону 2016/17. је потписао уговор са грчком екипом Колосос Родос. У јуну 2017. је потписао уговор са загребачком Цибоном. Ипак у хрватском клубу се кратко задржао, јер је већ средином октобра 2017. отпуштен.
Одмах затим је пронашао нови ангажман у грчкој екипи Промитеаса из Патра, где је остао до краја сезоне 2019/20. У последњој сезони је бележио просечно 11 поена у Еврокупу, у којем је Промитеас изборио пласман у четвртфинале, које није одиграно јер је сезона прекинута због пандемије корона вируса.
У јулу 2020. је потписао двогодишњи уговор са Црвеном звездом.

## Успеси

### Клупски
- Црвена звезда:
  - Првенство Србије (1): 2020/21.
  - Јадранска лига (1): 2020/21.